# نادي محمدان
نادي محمدان هو نادي كرة قدم هندي أٌسس عام 1891. يلعب النادي في I-League 2 ‏.